# Ida (řeka)
Ida je řeka na jihu východního Slovenska, v okrese Košice-okolí. Je to levostranný přítok Bodvy a má délku 56,6 km, povodí 376 km² a průměrný průtok v ústí 1,82 m³/s.
Pramení ve Volovských vrších, pod Bielým kameněm (1135 m) v hlavním hřebenu pohoří, v nadmořské výšce cca 940 m. Teče na jihovýchod a přibírá několik kratších přítoků sleva zpod Kojšovské hole (1246 m), protéká okrajem obce Zlatá Idka, u osady Rieka přibírá levostranný Rieku (543 m) a koryto řeky se více rozšiřuje. Následně se tok řeky stáčí na východ, přibírá zleva Hlboký potok, následně i levostranný Horský potok a vtéká do vodní nádrže Bukovec.
Dále teče na rozhraní Volovských vrchů (podsestava Holička) na pravém břehu a Košické kotliny na levém břehu. Na krátkém úseku teče opět na jihovýchod, protéká okrajem obce Bukovec a napájí vodní nádrž Pod Bukovcom. Pod přehradní zdí teče jižním směrem, zleva přibírá menší přítok (303 m) a teče přes obec Malá Ida. Pak už teče v Košické kotlině, protéká přes Šacu a Veľkou Idu a mění směr toku na jihozápad. Protéká rovinatým územím Košické roviny, kde koryto řeky křižuje několik vodních kanálů, podél obce Komárovce, zprava přibírá Ortovský potok (193 m) a nedaleko Buzice levostranný Ružový potok. Následně teče západním až severozápadním směrem vyrovnaným korytem. Zprava pak přibírá vody Cestického potoka, později také pravostranný Čečejovský potok, velkým obloukem se postupně stáčí více na severozápad. U obce Janík přibírá levostrannou Konotopu a v katastrálním území obce Peder se vlévá do Bodvy (181 m).